# Campobasso FC
Campobasso Football Club, zkráceně jen Campobasso je italský fotbalový klub hrající v sezóně 2024/25 ve 3. italské fotbalové lize sídlící ve městě Campobasso v regionu Molise.
Původní název týmu, Unione Sportiva Campobasso 1919, naznačuje, že rok založení je 1919. Ve skutečnosti se však první zprávy o fotbalové aktivitě datuje od roku 1923. Až do sezony 1981/82 hrál klub nejvýše ve třetí lize. Již příští sezonu hraje prvně ve druhé lize a to na pět sezon. Poté sestoupil a v roce 1990 ohlásil bankrot. Vzniká nový klub Football Club Campobasso a začíná až v nižší soutěži v regionu (Prima Categoria). Další bankrot byl v roce 1996. Opět vzniká nový klub a příjme název Associazione Calcio Campobasso. Další finanční selhání bylo po sezoně 2001/02. Sezonu 2002/03 nehraje vůbec a na sezonu 2003/04 vznikl klub Polisportiva Nuovo Campobasso Calcio. Do dalšího krachu v roce 2013 hrál nejvýše ve čtvrté lize. FIGC ji poté vyloučila ze soutěží, kvůli ekonomické nestabilitě. Poté se sdružení fanoušků Jsme Campobasso, stane vlastníkem sportovního titulu Unione Sportiva Campobasso 1919. V sezoně 2020/21 vyhrál svou skupinu a po 32 letech postoupil do třetí ligy. V roce 2022 byl klub vyloučen a skončil. Byl založen nový klub US Campobasso 1919 ASD, který od sezony 2024/25 hrál opět ve třetí lize.
Největší úspěch je hraní 5 sezon ve druhé lize a nejlepšího umístění je 7. místo v sezoně 1983/84.

## Změny názvu klubu
- 1919/20 – 1933/34 – US Campobasso (Unione Sportiva Campobasso)
- 1934/35 – 1947/48 – US Littorio (Unione Sportiva Littorio)
- 1948/49 – 1976/77 – US Campobasso (Unione Sportiva Campobasso)
- 1977/78 – 1989/90 – SS Campobasso (Società Sportiva Campobasso)
- 1990/91 – 1995/96 – FC Campobasso (Football Club Campobasso)
- 1996/97 – 2002/03 – AC Campobasso (Associazione Calcio Campobasso)
- 2003/04 – 2012/13 – Polisportiva Nuovo Campobasso Calcio (Polisportiva Nuovo Campobasso Calcio)
- 2013/14 – US Campobasso 1919 (Unione Sportiva Campobasso 1919)
- 2014/15 – 2020/21 – Città di Campobasso (Città di Campobasso)
- 2021/22 – SSD Città di Campobasso (Società Sportiva Città di Campobasso)
- 2022/23 – US Campobasso 1919 ASD (Unione Sportiva Campobasso 1919 Associazione Sportiva Dilettantistica)
- 2023/24 – Campobasso FC (Campobasso Football Club)

## Získané trofeje

### Vyhrané domácí soutěže
- 4. italská liga ( 3× )

1974/75, 2020/21, 2023/24

## Účast v ligách
| Úroveň soutěže | Název soutěže (nynější název) | První hraná sezona | Poslední hraná sezona | celkem odehraných sezon |
| -------------- | ----------------------------- | ------------------ | --------------------- | ----------------------- |
| 2              | Serie B                       | 1982/83            | 1986/87               | 5                       |
| 3              | Serie C                       | 1975/76            | 2024/25               | 12                      |
| 4              | Serie D                       | 1948/49            | 2023/24               | 39                      |
| 5              | Eccellenza                    | 1993/94            | 2009/10               | 11                      |